# Лазен (Белуно)
Лазен (итал. Lasen) је насеље у Италији у округу Белуно, региону Венето.
Према процени из 2011. у насељу је живело 179 становника. Насеље се налази на надморској висини од 543 м.